# Västra Nottjärnen, Hälsingland
Västra Nottjärnen är en sjö i Bollnäs kommun och Ovanåkers kommun i Hälsingland och ingår i Ljusnans huvudavrinningsområde. Sjön är 7,8 meter djup, har en yta på 0,15 kvadratkilometer och befinner sig 397,5 meter över havet. Vid provfiske har abborre, elritsa och öring fångats i sjön.

## Delavrinningsområde
Västra Nottjärnen ingår i det delavrinningsområde (677999-151211) som SMHI kallar för Utloppet av Västra Nottjärnen. Medelhöjden är 420 meter över havet och ytan är 1,91 kvadratkilometer. Det finns inga avrinningsområden uppströms utan avrinningsområdet är högsta punkten. Vattendraget som avvattnar avrinningsområdet har biflödesordning 4, vilket innebär att vattnet flödar genom totalt 4 vattendrag innan det når havet efter 118 kilometer. Avrinningsområdet består mestadels av skog (79 procent). Avrinningsområdet har 0,34 kvadratkilometer vattenytor vilket ger det en sjöprocent på 17,6 procent.